# كفر العرب (بلبيس)
قرية كفر العرب هي إحدى القرى التابعة لمركز بلبيس في محافظة الشرقية في جمهورية مصر العربية. حسب إحصاءات سنة 2006، بلغ إجمالي السكان في كفرالعرب 2677 نسمة، منهم 1374 رجل و1303 امرأة.